# Brides-les-Bains
Brides-les-Bains là một xã thuộc tỉnh Savoie trong vùng Rhône-Alpes ở đông nam nước Pháp. Xã này nằm ở khu vực có độ cao trung bình 580 mét trên mực nước biển.